# Mutualismus

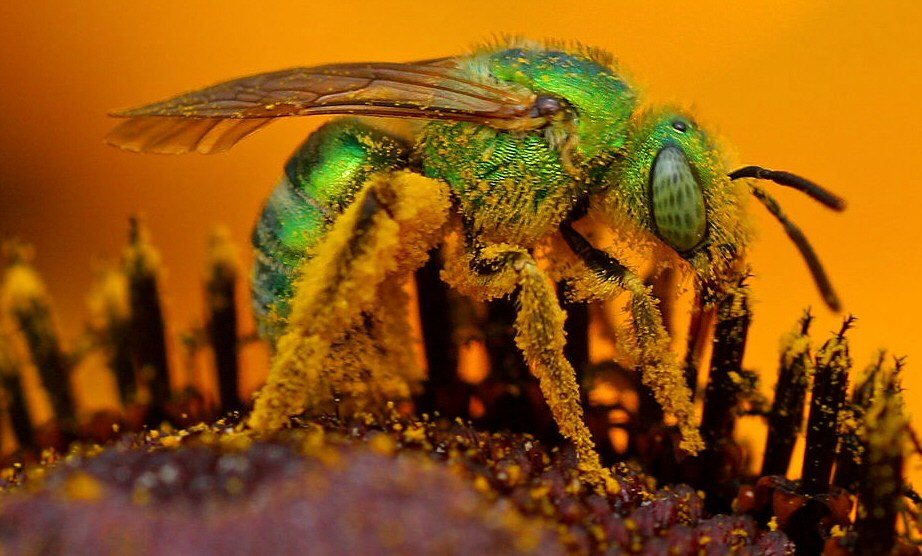
Opylovač a rostlina – příklad mutualismu

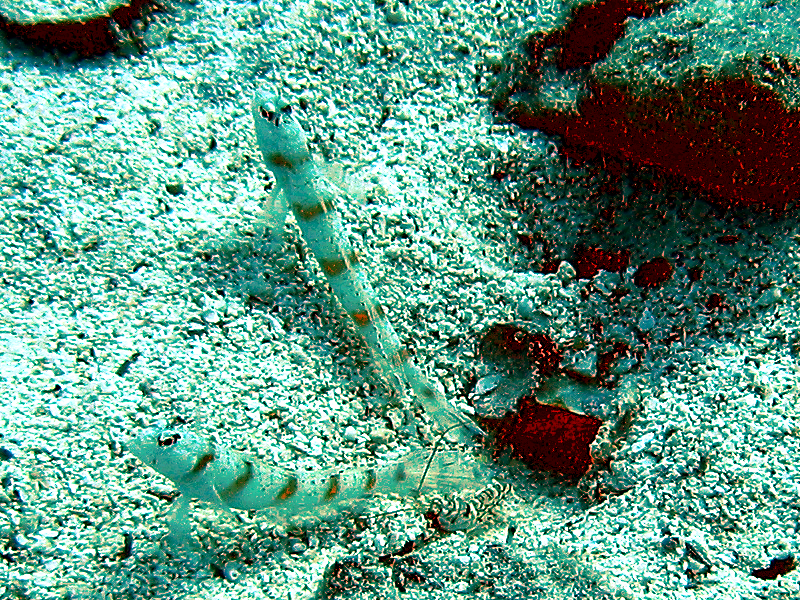
Ryba a kreveta. Ryba hlídá, zatímco slepá kreveta hloubí "noru". Orientuje se přitom pomocí tykadel, jimiž udržuje kontakt s tělem ryby.

Mutualismus je vzájemné ovlivňování či soužití mezi jakýmikoliv dvěma či více organismy, které je pro všechny zúčastněné organismy prospěšné. Je jedním z druhů symbiózy.
Často se symbióza chápe jako synonymum ke slovu mutualismus, ale ve skutečnosti se jí označuje celé spektrum vztahů, parazitismem počínaje a mutualismem konče.

## Příklady mutualismu
Mutualismus je v přírodě velmi častý jev. Někdy však může přecházet například v parazitismus nebo komenzálismus. Mezi nejčastěji zmiňované případy mutualismu patří:
- Symbiotická fixace dusíku. Rostlina získává velmi důležitý dusík a mikroorganismy jsou za to chráněny v hlízkách, kde je jim dodáváno množství organických látek.
- Opylování květin. Opylovači se nasytí pylem (popř. nektarem) a zároveň zaručí květině rozmnožení (přenesou pyl z jedné květiny na druhou).
- Mykorhiza. Houba získává organické látky a rostlina získává přístup k fosforu a jiným anorganickým látkám. Také mykorhiza je ve většině případů výhodná pro oba druhy.

### Další příklady
Některé řasy či sinice se usadily v tělních dutinách a tkáních živočichů. Často tyto fotosyntetizující drobné symbionty nazýváme zooxanthely. Hlubokomořské riftie využívají zase chemotrofních bakterií. Přežvýkavcům usnadňují některé bakterie trávení celulózy. Mravenci se často účastní mutualistického vztahu s mšicemi a jiným hmyzem. Rak poustevníček využívá žahavých ramen symbiotických sasanek, zatímco sasanky se přiživují na zbytcích potravy. Některé drobné ryby se živí škůdci na větších rybách a chrání je před nepříjemnými parazity. V symbióze s aktinomycetami žije asi 200 druhů rostlin z různých koutů světa: např. čeleď hlošinovitých (rakytník řešetlákový), růžovitých a břízovitých (např. olše). Pokud jsou vidět v potoce nápadně červené kořeny olše, jedná se vlastně o hlízky plné buněk s bakteriemi.

### Co mutualismus není
Naopak lichenismus (soužití houby a řasy v lišejníku) není typický mutualismus, ale složitější symbiotická asociace (viz článek lišejník).
Také lze pouhou manipulaci omylem považovat za mutualismus.